# Petia Dacheva
Petia Dacheva, née le 10 mars 1985, est une athlète bulgare spécialiste du triple saut. C'est la sœur de Petar Dachev, qui est un sauteur en longueur. Elle est spécialiste du triple saut, mais concourt parfois sur le saut en longueur.

## Carrière
Dacheva a été finaliste des championnats d'Europe en salle en 2011, où elle a terminé dernière. Son record personnel au triple saut en plein air est de 14.45m et en salle de 14.20m. Celle qui fait partie des meilleures triple sauteuses européennes du moment s'entraîne actuellement pour participer aux Championnats d'Europe et aux Jeux Olympiques.

## Palmarès
| Date | Compétition                    | Lieu      | Place  | Marque  |
| ---- | ------------------------------ | --------- | ------ | ------- |
| 2010 | Championnats d'Europe          | Barcelone | finale | NM      |
| 2011 | Championnats d'Europe en salle | Paris     | 8e     | 13,89 m |
| 2015 | Championnats des Balkans       | Pitești   | 1re    | 13,67 m |